# Paul Kletzki

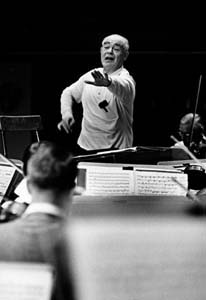
Paul Klecki (1965)

Paul Kletzki (Łódź, 21 maart 1900 – Liverpool, 5 maart 1973) was een Pools dirigent, componist en violist.
Hij werd geboren als Paweł Klecki in Łódź en nam later de Duitse spelling aan voor zijn voornaam. Na de Eerste Wereldoorlog begon hij filosofie te studeren aan de Universiteit van Warschau, waarna hij in 1921 naar Berlijn verhuisde om aldaar zijn studies voort te zetten. Zowel in Warschau als Berlijn studeerde hij muziek aan het conservatorium (in Berlijn ook compositie bij Friedrich Ernst Koch en Arnold Schönberg). Kletzki was joods en verliet Duitsland in 1933, en emigreerde naar Italië. Omwille van het antisemitisme van het Italiaanse regime vluchtte hij ook daar en vertrok naar de Sovjet-Unie in 1936. Uiteindelijk vestigde hij zich in  Zwitserland.
Zijn belangrijkste composities zijn voor orkest of voor piano geschreven. Daarnaast componeerde hij kamermuziek en liederen. 
Internationaal maakte Kletzki toch vooral naam als dirigent. Hij zette zich in voor de muziek van Mahler, Sibelius en Berg, Bloch, Hindemith. Hij nam ook alle symfonieën van Beethoven op, met het Tsjechisch Filharmonisch Orkest. 
- Bibsys: 5035370
- Biblioteca Nacional de España: XX862888
- Bibliothèque nationale de France: cb138960399 (data)
- CiNii: DA09483413
- Gemeinsame Normdatei: 123219841
- International Standard Name Identifier: 0000 0001 0917 8209
- Library of Congress Control Number: n81090032
- Nationale Bibliotheek van Letland: 000094982
- MusicBrainz: eef731e7-ee74-43a3-b93c-6ed16e367a9f
- Nationale Bibliotheek van Tsjechië: jn20010601567
- Nationale Bibliotheek van Israël: 987007298189905171
- Nationale Bibliotheek van Polen: a0000002530513
- Nederlandse Thesaurus van Auteursnamen: 074389955
- Istituto Centrale per il Catalogo Unico: RAVV269637
- SNAC: w64x643n
- Système universitaire de documentation: 080493742
- Trove: 1584800
- Virtual International Authority File: 76500565
- WorldCat: E39PBJg8GdHwG9DkhJjvR9yWXd